# Ryan Leaf
Ryan David Leaf (Montana, Estados Unidos, 15 de maio de 1976) é um jogador aposentado de futebol americano que atuou na posição de quarterback na National Football League (NFL) por quatro temporadas. Ele jogou pelo San Diego Chargers e pelo Dallas Cowboys entre 1998 e 2001, sendo que ele também passou um tempo com os times Tampa Bay Buccaneers e Seattle Seahawks.
Leaf teve uma carreira de enorme sucesso na Universidade do Estado de Washington, chegando a ser finalista no prêmio Heisman. Analistas então, reconhecendo seu talento, afirmaram que ele era um favorito para ser selecionado entre os primeiros no draft da NFL de 1998. O Indianapolis Colts, dono da primeira escolha, optou por selecionar o também quarterback Peyton Manning. Os Chargers, que cinco semanas antes haviam, através de uma troca, saltado para a segunda escolha da primeira rodada, selecionaram Ryan. Em retrospecto, ou mesmo na época para alguns, vários alertas surgiram antes do draft, sugerindo que draftar Leaf seria um erro. Um psiquiatra que o avaliou na época concordou que ele não tinha mentalidade para ser um líder em campo de uma franquia esportiva. Antes do draft, Manning e Leaf foram perguntados a respeito do que fariam caso fossem draftados em primeiro lugar. Peyton respondeu que iria para casa estudar o livro de jogadas (playbook), enquanto Ryan Leaf disse que provavelmente iria para Las Vegas por uma semana comemorar. Essa resposta foi duramente criticada pela imprensa e por analistas.
Mesmo com receio sobre seu comportamento, os Chargers assinaram com Ryan um contrato de quatro anos valendo US$ 31,25 milhões de dólares, incluindo US$ 11,25 milhões garantidos (o maior contrato de um novato na história da NFL até então). Sua performance inicial foi promissora, com ele vencendo suas duas primeiras partidas como profissional. Contudo, na semana 3, em um jogo contra o Kansas City Chiefs, ele cometeu cinco turnovers (duas interceptações e três fumbles perdidos) na derrota do seu time. Nos três anos em que esteve em San Diego, Leaf venceu apenas quatro partidas. Ele foi então transferido para os Buccaneers, depois para o Cowboys e finalmente para o Seahawks. Depois ele não teve mais oportunidades na liga. No geral, Ryan Leaf não conseguiu atender as expectativas estelares criadas sobre ele. Performances ruins, mal comportamento (com a imprensa e com colegas de profissão) e contusões acabaram por aposenta-lo precocemente. Atualmente, ele é considerado um dos maiores busts ("furadas") da história do Draft da NFL.
Após sua carreira na NFL, Leaf voltou para a Universidade de Washington State para conseguir seu diploma. Nos anos seguintes ele se envolveu com drogas, tornando-se viciado em analgésicos. Em 2010, ele foi condenado a dez anos de condicional e foi forçado a se submeter a tratamento. Dois anos mais tarde, se declarou culpado por roubo e posse de drogas em Montana. Ele voltou para a reabilitação e começou a cumprir sua pena em uma prisão estadual em dezembro de 2012. Em 2014, enquanto estava em liberdade provisória, Leaf foi sentenciado a mais cinco anos de prisão por ter roubado uma casa para tentar pegar drogas prescritas, violando sua condicional. Ele foi solto da prisão novamente em dezembro do mesmo ano. Desde então, Leaf trabalha como palestrante motivacional e apresenta um programa de rádio, contribuindo ainda como analista de futebol universitário na televisão. Ele também atua em programas que lidam com realibitação de viciados em substâncias controladas.

## Estatísticas na NFL
| Ano      | Time     | Jogos | Jogos | Passando                    | Passando                    | Passando                    | Passando                    | Passando                    | Passando                    | Passando                    | Passando                    | Correndo                    | Correndo                    | Correndo                    | Correndo                    |
| Ano      | Time     | JD    | JT    | Cmp                         | Ten                         | Pct                         | Jardas                      | Média                       | TD                          | Int                         | Rtg                         | Ten                         | Jardas                      | Média                       | TD                          |
| -------- | -------- | ----- | ----- | --------------------------- | --------------------------- | --------------------------- | --------------------------- | --------------------------- | --------------------------- | --------------------------- | --------------------------- | --------------------------- | --------------------------- | --------------------------- | --------------------------- |
| 1998     | SD       | 10    | 9     | 111                         | 245                         | 45,3%                       | 1 289                       | 5,3                         | 2                           | 15                          | 39,0                        | 27                          | 80                          | 3,0                         | 0                           |
| 1999     | SD       | 0     | 0     | Não jogou devido a contusão | Não jogou devido a contusão | Não jogou devido a contusão | Não jogou devido a contusão | Não jogou devido a contusão | Não jogou devido a contusão | Não jogou devido a contusão | Não jogou devido a contusão | Não jogou devido a contusão | Não jogou devido a contusão | Não jogou devido a contusão | Não jogou devido a contusão |
| 2000     | SD       | 11    | 9     | 161                         | 322                         | 50%                         | 1 883                       | 5,8                         | 11                          | 18                          | 56,2                        | 28                          | 54                          | 1,9                         | 0                           |
| 2001     | DAL      | 4     | 3     | 45                          | 88                          | 51,1%                       | 494                         | 5,6                         | 1                           | 3                           | 57,7                        | 4                           | −7                          | −1,8                        | 0                           |
| Carreira | Carreira | 25    | 21    | 317                         | 655                         | 48,4%                       | 3 666                       | 5,6                         | 14                          | 36                          | 50,0                        | 59                          | 127                         | 2,2                         | 0                           |